# That's My Way
That's My Way é uma canção de hip hop de Edi Rock e Seu Jorge do álbum Contra Nós Ninguém Será lançado em 2013. A canção também conta com um videoclipe lançado no mesmo ano de lançamento do álbum. A canção foi lançada pelo DJ Alok em formato remix e ele fez diversas apresentações durante seus shows pelo mundo.

## Canção
No dia 9 de setembro de 2023, a canção foi interpretada por Thierry, um dos representantes do rap na final do Canta Comigo Teen, reality show que faz parte do programa de Rodrigo Faro na RecordTV e recebeu 95 aprovações dos jurados do programa.
O videoclipe foi lançado em 19 de junho de 2012 no YouTube, com 100 milhões de visualizações, foi produzido pela Baguá Records, além do elenco, que incluiu os atores Darlan Cunha, no mesmo ano, Edi Rock e Seu Jorge apresentaram se no MTV Video Music Brasil 2012 programa de premiação da MTV Brasil no intuito de promover os principais lançamentos da música brasileira naquele ano e acabou ganhando aquela edição.